# 住專國會
住專國會（日语：住専国会）即日本第136屆國會（第136回国会），1996年（平成8年）1月22日至6月19日召開，該國會特殊在於要處理住宅金融專門公司的6850億日圓呆帳問題，試圖解決日本泡沫經濟的後果，所以又簡稱「住專國會」。同時，前一年阪神大地震後，大藏省用國庫填補受災者損失的行為被判定有違憲爭議，所以處理住宅金融公司呆帳若是用國庫資源，在野黨也打算視同比照違憲爭議，造成政治杯葛戰術；最後，朝野以成立住宅金融債權管理機構達成共識。